# Ode a Billy Joe
Ode a Billy Joe è un film del 1976 diretto da Max Baer ed ispirato alla canzone del 1967 di Bobbie Gentry intitolata "Ode to Billie Joe".

## Trama
Ambientato nel 1953, il film esplora la relazione che sta sbocciando tra gli adolescenti Billy Joe McAllister (Benson) e Bobbie Lee Hartley (O'Connor) (che corrisponde alla narratrice senza nome della canzone originale), nonostante la resistenza della famiglia di Hartley, che considera la ragazza troppo giovane per avere una storia d'amore. Durante una festa notturna, McAllister si ubriaca e sembra nauseato e confuso quando entra in un bordello improvvisato dietro il raduno. In stato di ubriachezza, ha un rapporto sessuale con un altro uomo, che in seguito si scopre essere il suo capo alla segheria, Dewey Barksdale (James Best).
Dopo l'incontro intimo con Barksdale, Billy Joe scompare per diversi giorni. Poi torna, e Bobbie Lee finalmente cede alla passione in un luogo appartato vicino al ponte e lo incoraggia a fare l'amore con lei. Ma, a causa del senso di colpa, Billy Joe non riesce a consumare il rapporto. Ammette a Bobbie Lee che è stato con un uomo, e quando lei cerca di convincerlo che era ubriaco, quindi forse non aveva il controllo completo di se stesso e non sapeva davvero cosa stava succedendo, lui confessa che sapeva cosa stava facendo, sapeva che era un peccato, e lo ha fatto comunque perché voleva farlo. In lacrime, le dà un enigmatico addio, e poi si uccide gettandosi dal ponte sul fiume Tallahatchie. Il pastore del posto, che aveva visto Billy Joe e Bobbie Lee insieme, e altre persone diffondono la falsa storia che Billy Joe si è suicidato perché aveva saputo di aver reso incinta Bobbie Lee senza che i due fossero sposati. Per il bene della famiglia, il fratello di Bobbie Lee la spinge ad abortire senza clamore, o se è decisa ad avere il bambino, a lasciare la città.
Nel film, come nel romanzo, l'oggetto gettato dal ponte è la bambola di pezza di Bobbie Lee, che simboleggia l'uccisione della sua infanzia e innocenza l'ingresso nell'età adulta.
Sapendo che nessuno crederà mai che lei e Billy Joe non abbiano fatto sesso e che lei non era mai stata incinta, Bobbie Lee decide di abbandonare la famiglia. Un giorno, la mattina presto, con la valigia in mano, va in città a piedi per prendere un autobus. Lungo la strada incontra Barksdale sul ponte; qui lui le dice che è diretto a casa sua per dire la verità a suo padre e discolparla. Lei gli sconsiglia di farlo, perché rivelare la verità avrebbe distrutto per sempre la reputazione di Billy Joe. Lui dapprima mantiene fermo il suo desiderio di confessare, ma Bobbie Lee sottolinea con calma che la notizia avrebbe ulteriormente addolorato la famiglia di Billy Joe e messo lo stesso Barksdale a rischio di un procedimento penale. Gli assicura anche che non è preoccupata per il suo destino e aggiunge: "Oh, tornerò tra non molto; ho solo 15 anni. Cosa so del mondo?” Infine, accettando la logica della ragazza, Barksdale offre a Bobbie Lee un passaggio alla stazione degli autobus, che lei accetta gentilmente. Il film si conclude con i due che attraversano il ponte insieme.

## Produzione
Il numero del 12 giugno 1975 di The Hollywood Reporter annunciava il raggiungimento di un accordo da 3,5 milioni di dollari tra Max Baer Jr. e la Warner Bros. Pictures per la realizzazione di un film basato sulla canzone di successo di Bobbie Gentry, "Ode To Billie Joe". Baer ha offerto alla Gentry e al suo editore un'ampia percentuale degli incassi del film e ha pagato a Herman Raucher 250.000 dollari e una quota dei profitti per scrivere la sceneggiatura. Raucher venne scelto perché aveva scritto il film di successo Quell'estate del '42. Baer aveva intenzione di ingaggiare attori sconosciuti per i ruoli principali di Bobbie Lee Hartley e Billy Joe McAllister, scegliendo infine Glynnis O'Connor e Robby Benson, che avevano precedentemente recitato insieme nel film per adolescenti Jeremy.
Il numero del 2 luglio 1975 di Variety annunciò che le location del film avrebbero incluso la città natale di Gentry, Greenwood, nel Mississippi, insieme ad altre comunità locali.
Le scene nella vecchia segheria sono state girate alla Cross Lumber Company a Vaiden, Mississippi. Il ponte del film attraversava il fiume Yazoo sulla County Road 512 vicino a Sidon, Mississippi. Successivamente è stato demolito e sostituito da una moderna campata in cemento nel 1987, con targhe sia all'estremità orientale che a quella occidentale che commemorano il film.

## Distribuzione
Il film è stato presentato in anteprima il 2 giugno 1976 al Paramount Theatre di Jackson, Mississippi, come beneficio per la Mississippi Film Foundation. Alla premiere hanno partecipato numerosi dignitari, tra cui il vicegovernatore del Mississippi Evelyn Gandy. In onore del fatto che Gentry sia stata la prima donna ad essere inserita nella Mississippi Hall of Fame e l'uscita del film in 550 sale negli Stati Uniti meridionali, il 3 giugno 1976, è stato dichiarato "Billy Joe Day" dal governatore del Mississippi Cliff Finch. Gandy ha officiato la collocazione di una targa di bronzo sul Tallahatchie Bridge vicino a Rising Sun, Mississippi. Alla celebrazione hanno partecipato gli attori Robby Benson e Glynnis O'Connor e il produttore Roger Camras. Lo stesso giorno si è tenuto un evento simile a Los Angeles, California, per commemorare l'uscita del film. Il sindaco di Burbank Leland Ayers ha inaugurato una replica del Tallahatchie Bridge lunga 5 metri, costruito a 8 metri sopra Olive Avenue. Il regista Max Baer, Jr. ha partecipato all'evento.
Il film è uscito a livello nazionale il 4 giugno 1976.

## Accoglienza
Girato con un budget di 1,1 milioni di dollari, il film ne ha incassati 27 milioni al botteghino. Tuttavia, le recensioni sono state per lo più negative.

## Novelization
Nello stesso anno di uscita del film, lo sceneggiatore Herman Raucher ha pubblicato una novelization basata sulla sua sceneggiatura del film.